# Nationaal park Hamra

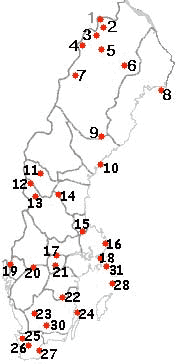
Hamra is nummer 14

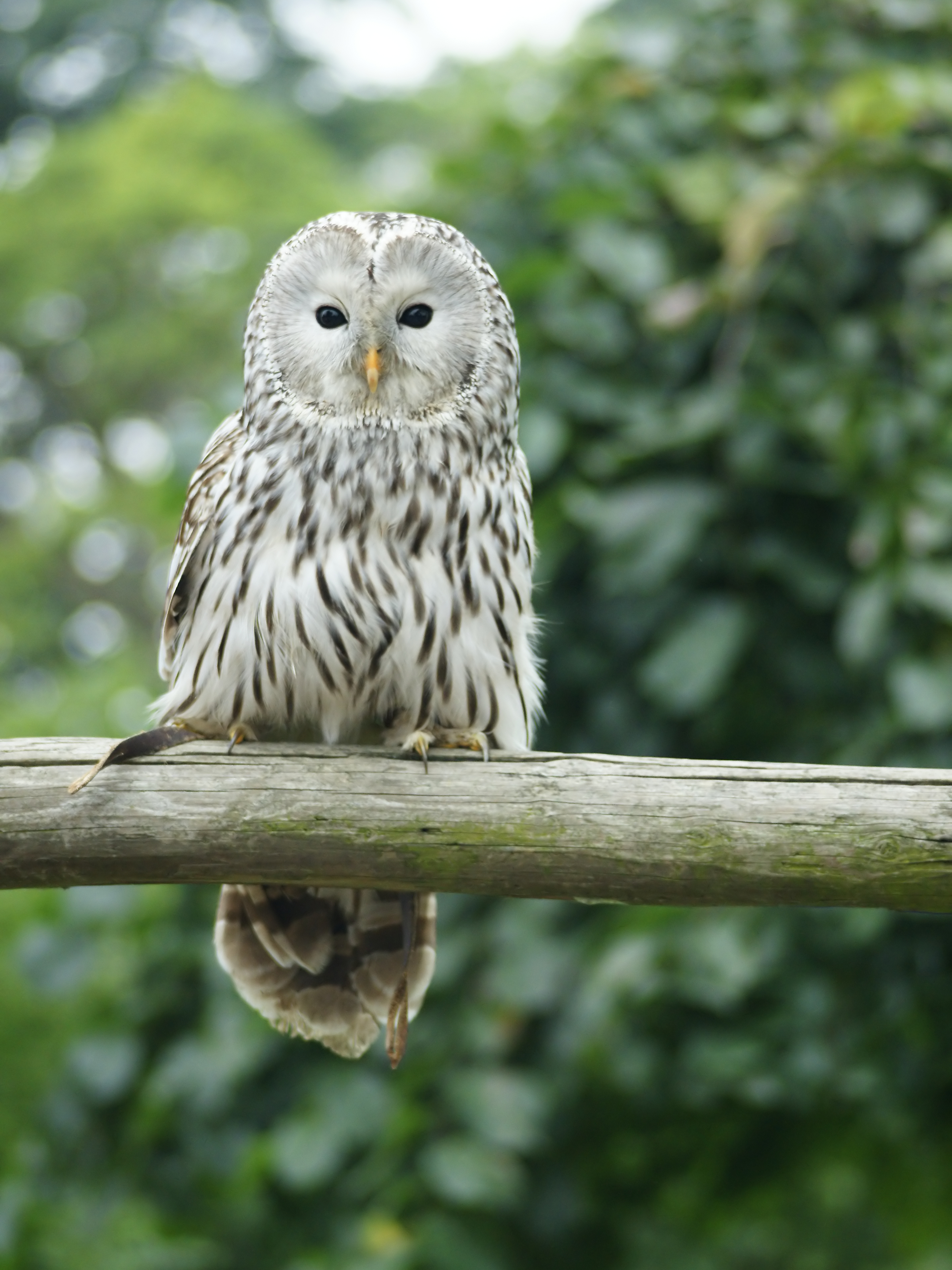
De Oeraluil, een van de emblemen van het park

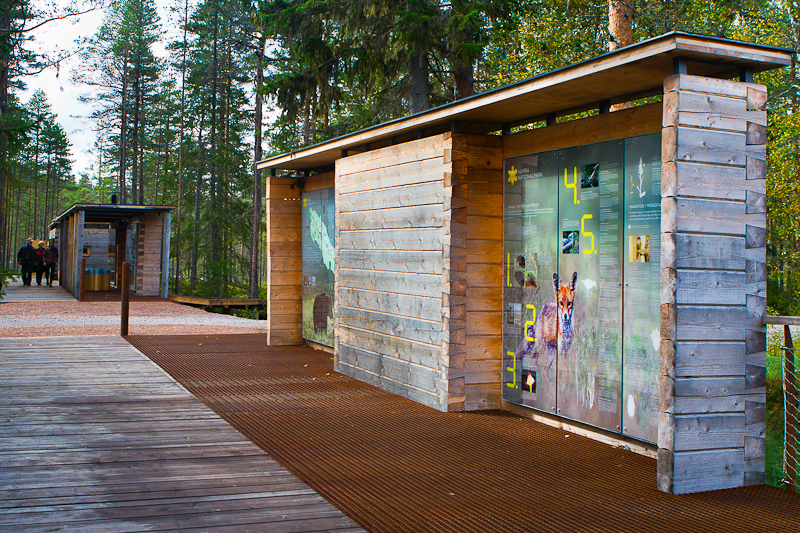
Informatiebord in nationaal park Hamra

Nationaal park Hamra  (Zweeds: Hamra Nationalpark) is een nationaal park in Ljusdal (Zweden), gesticht in 1909 als een van de eerste nationale parken van Europa. Het park maakt deel uit van Dalarna, werd in 2011 uitgebreid en is op dit moment 1383 ha groot.

## Natuur
Het park is gelegen op twee platte moreneheuvels aan het meertje Näckrostjärnen. Vrijwel het gehele gebied bestaat uit oorspronkelijk naaldbos. De oudste sparren zijn ongeveer 300 jaar oud en zijn gedeeltelijk bedekt met een dichte korstmoslaag. Het park is rijk aan insecten, waaronder 450 verschillende keversoorten.
Voorbeelden van insecten in het park zijn de voor het park karakteristieke kever Bius thoracicus en de bedreigde vlindersoort Xestia sincera. In het bos vinden we veel vogels die zich voeden met insecten of op een andere manier afhankelijk zijn van dood hout zoals uilen en spechten. Voorbeelden zijn de drieteenspecht (Picoides tridactylus) en de Oeraluil (Strix uralensis).
Onder de zoogdieren in het park vinden we veel voor deze regio bekende soorten, zoals de eland (Alces alces), de Bruine beer (Ursus arctos), de Euraziatische lynx (Lynx lynx) en, zij het af en toe, de wolf (Canis lupus) en de veelvraat (Gulo gulo).
In het venige gebied vinden we planten als Veenmosorchis (Hammarbya paludosa), Slank wollegras (Eriophorum gracile) en moeraswolfsklauw (Lycopodiella inundata). In voedselrijkere delen komen voor de weegbree (Saussurea alpina), parnassia (Parnassia palustris) en de knotszegge (Carex buxbaumii). Boomsoorten, ook coniferen, zijn zeldzaam.
In de waterrijke delen van het park is de avifauna vanzelfsprekend geheel anders dan in het bos, met onder meer de kraanvogel (Grus grus), de wilde zwaan (Cygnus cygnus), de goudplevier (Pluvialis apricaria), de groenpootruiter (Tringa nebularia) en de Gele Kwikstaart (Motacilla flava).
Vissen in het park zijn onder meer de rivierdonderpad (Cottus gobio) en de forel (Salmo trutta).

## Toerisme
Het park ligt ongeveer 15 kilometer van de treinstations te Fågelsjö en Tandsjöborg. Met de auto is het via snelweg 81 te bereiken. Bij de ingang van het park is een parkeerplaats met een kleine schuilplaats en informatieborden. Door het park loopt een pad
op houten planken en er is een uitkijktoren.